# 斯坦克利夫山
76°50′S 145°24′W / 76.833°S 145.400°W
斯坦克利夫山（英語：Mount Stancliff）是南極洲的山峰，位於瑪麗伯德地的克雷瓦塞山谷冰川南岸，處於桑德斯山東北面6公里，屬於福特山脈的一部分，美國探險隊在1934年11月發現該山峰，現時由南極條約體系管理。